# Pete Sims
Peter "Pete" La Roca, född som Peter Sims den 7 april 1938 i New York City, New York, död 19 november 2012, var en amerikansk jazztrummis, som framträdde under större delen av sin karriär under namnet Pete La Roca. Han tog det namnet tidigt i sin karriär när han spelade timbales i olika latin jazz-band.
Mellan 1957 och 1968 spelade han med bland annat Sonny Rollins, Jackie McLean, Slide Hampton, John Coltrane Quartet, Marian McPartland, Art Farmer, Freddie Hubbard, Mose Allison, Charles Lloyd, Paul Bley och Steve Kühn. Han hade även sin egen grupp och var också hustrummis på Jazz Workshop i Boston. Under denna period spelade han in två skivor under eget namn, först Basra (Blue Note) år 1965 och Turkish Women at the Bath (Douglas, 1967).
1968 lämnade han musiken för att bli advokat men återvände till jazzen 1979 och spelade 1997 in ett album till under eget namn, Swingtime (Blue Note, 1997).

## Fotnoter
1. ↑  SNAC, SNAC Ark-ID: w6k48c59, läs online, läst: 9 oktober 2017.[källa från Wikidata]
2. ↑  Gemeinsame Normdatei, läst: 9 april 2014.[källa från Wikidata]
3. ↑  Library of Congress Authorities, USA:s kongressbibliotek, id-nummer i USA:s kongressbiblioteks katalog: n85025849, läst: 16 januari 2020.[källa från Wikidata]